# Fortus
Fortus Iași (fostă Combinatul de Utilaj Greu Iași) a fost o companie producătoare de utilaj greu din România. 
În iunie 2003, 81,3% din acțiunile firmei au fost cumpărate de către compania Metalexportimport, pentru 8 milioane Euro.
În mai 2008, companiei i s-a inițiat starea de insolvență din cauza datoriilor acumulate la creditori și la stat. În noiembrie 2021, compania Fortus SA a intrat în faliment. 
Oferta de produse a combinatului a fost variată, putând produce de la axuri pentru mori de ciment până la chile de navă. Până înainte de 1989, în fabrică se produceau și blindaje pentru tancuri.
Număr de angajați
- 1989: 11.000[4]
- 2009: 1.600[5]
- 2008: 1.700[2]
- 2016: 250[4]

## Produsele companiei
Fortus Iași producea:
- Oțel: 250.000 tone / an
- Oțel turnat: 40.000 tone / an
- Fier turnat: 40.000 tone / an
- Echipament tehnologic:
  - Utilaje grele pentru oțelării
  - Utilaje pentru industria extractoare de minereu și prelucrătoare
  - Utilaje pentru industria construcțiilor
  - Utilaje pentru industria constructoare de mașini
  - Utilaje pentru nave și industria transporturilor
  - Pompe pentru irigații în agricultură
  - Vase de presiune, instalații de vaporizare, țevi, structuri metalice pentru industria chimică